# Walter Adler

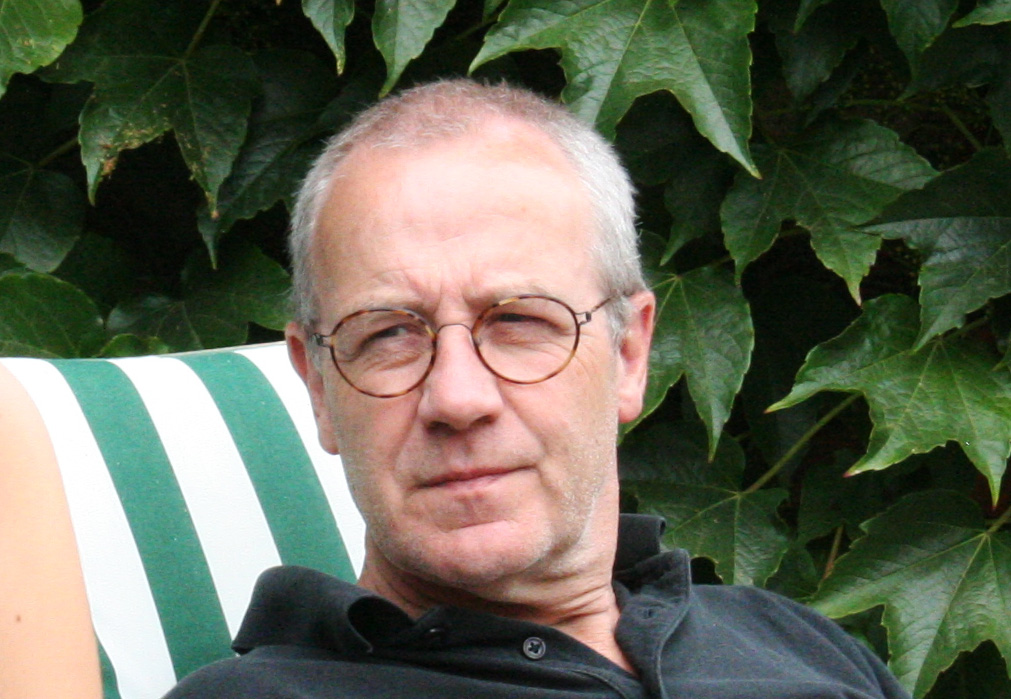
Walter Adler (2005)

Walter Adler (* 14. September 1947 in Dümpelfeld bei Adenau) ist ein deutscher Regisseur mit Schwerpunkt auf Hörspielen für die ARD. Zuletzt waren es vor allem opulente Großproduktionen von Hörspielen mit vielen Stunden Spieldauer.

## Leben

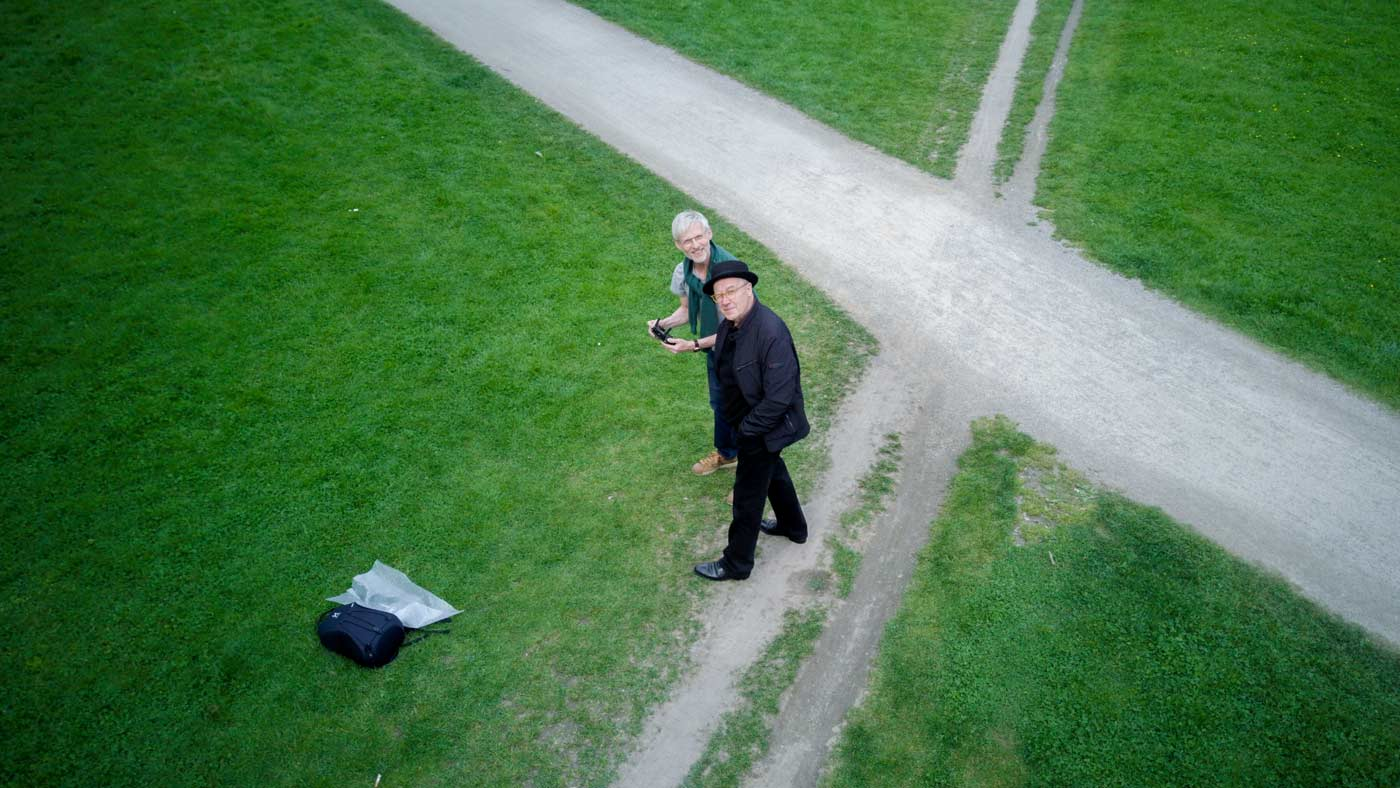
Walter Adler mit einem Kollegen im Kölner Grüngürtel. 2017

Nach dem Studium an der Schauspielschule Bochum und der Schauspielschule Berlin arbeitete Adler von 1969 bis 1971 als Regieassistent beim Südwestfunk Baden-Baden. Seit 1971 ist er freier Autor und Regisseur für Hörspiel und Theater. Insgesamt hat er über zweihundert Hörspiele inszeniert. Adler arbeitete außerdem u. a. am Schauspiel Frankfurt, Schauspielhaus Köln und dem Staatstheater Karlsruhe.
Für sein Hörspiel Centropolis (1976) erhielt er den Hörspielpreis der Kriegsblinden. Die unter Adlers Regie entstandenen Hörspiele Frühstücksgespräche in Miami (1978) und Oops, wrong planet! (2012) wurden ebenfalls mit dem Hörspielpreis der Kriegsblinden ausgezeichnet. Sein 1979 produziertes Hörspiel Richthofen nach einem Text von Gert Hofmann prangerte in einer kargen und absurden Inszenierung die Waffenbesessenheit des Kampffliegers und seiner Zeit an. Die Rolle des Manfred-von-Richthofen-Förderers Reichspräsident Paul von Hindenburg sprach eine Frau, das kameradschaftliche Lachen der Militärs wurde anmoderiert („kameradschaftliches Lachen“), die Klänge der Flugzeuge und des Winds sangen die Schauspieler im Studio.
1995 begann Adler, neue Wege mit umfangreicheren Produktionen zu beschreiten und inszenierte mit über 200 Sprechern für eine 14-stündige Sendung Walter Kempowskis Dokumentation Der Krieg geht zu Ende. Sein größtes Projekt Otherland, nach Tad Williams gleichnamiger Tetralogie, ist 24 Stunden lang und wurde zwischen dem 19. Januar 2004 und dem 9. September 2005 mit über 250 Schauspielern beim Hessischen Rundfunk (HR) in Frankfurt realisiert. Es ist die umfangreichste deutschsprachige Hörspielproduktion bisher. Zwischen 2006 und 2007 entstand unter Adlers Regie im WDR ein weiteres Großprojekt: Karl Mays ‘Orientzyklus’ als 12-Stunden-Hörspiel. 2010 produzierte er in Stuttgart für den SWR und HR Das Geisterhaus von Isabel Allende in sechs Teilen und einer Gesamtlänge von neun Stunden. 2013 schrieb und inszenierte er für den SWR einen Radio-Tatort.
Walter Adler ist Mitglied der Deutschen Akademie der Darstellenden Künste und lebt in Köln.

## Werke (Auswahl)

### Als Regisseur von Hörspielen
1970–1979
- Autokardiogramm von Ernst S. Steffen, SWF
- Bei Nacht sind alle Katzen grau von Rainer Puchert, SWF
- Centropolis von Walter Adler, WDR/SWF/BR
- Vier Zimmer, Küche, Bad von Walter Adler, SWF
- Lauf, N*****, lauf von Chester Himes, WDR (auch Bearbeitung)
- Frühstücksgespräche in Miami von Reinhard Lettau, SDR (auch Bearbeitung)
- Das kleine Ohrensausen von Ginka Steinwachs, NDR
- Richthofen von Gert Hofmann, HR/NDR/RIAS
- Triptychon von Max Frisch, DLF (auch Bearbeitung)

1980–1989
- Kollrott von Hubert Wiedfeld, WDR
- Das bunte Leben und der schwarze Tod von Harald Mueller, HR/BR/SFB
- Der Kopf der Hydra (4 Teile) von Carlos Fuentes, WDR (auch Bearbeitung)
- Octopus von Peter Steinbach, SDR/NDR
- Fliederduft von Elizabeth Ann Hull, BR
- Kohlhaas (2 Teile) von Harald Mueller
- Der Verdächtige von Georges Simenon, WDR (auch Bearbeitung)
- Ein anarchistischer Bankier von Fernando Pessoa, WDR (auch Bearbeitung)
- Begräbnis erster Klasse von Nelson Rodrigues, SFB
- Hang up von Anthony Minghella, DLF
- Blauer Adler - Roter Hahn von Christoph Buggert, WDR

1990–1999
- Das Kraut im Taschentuch von Benno Meyer-Wehlack, SDR
- Die beste Aussicht von Germán Gaviria Álvarez, WDR
- Die Frist von Don Haworth, WDR
- Einer aus Harlem von Tony McHale, SDR
- Stalingrad (2 Teile) von Walter Kempowski, HR/BR/MDR/SWF (auch Bearbeitung)
- Lauschende Wände (2 Teile) von Margaret Millar, Bearbeitung: Valerie Stiegele, NDR
- Anna Marx und der Zweifel von Christine Grän, SWF
- Der Gläserne Schlüssel (2 Teile) von Dashiell Hammett, SWF/HR (auch Bearbeitung)
- Dunkle Waise von David Zane Mairowitz, NDR
- Die Züge hinter den Wäldern von Jürgen Becker, WDR
- Die Wahlverwandtschaften von Johann Wolfgang von Goethe, NDR (auch Bearbeitung)

2000–2009
- Extropia von Michael Esser, WDR[3]
- Unterwegs zur Hochzeit von John Berger, HR/SR/WDR
- Das Glück der Anderen von Stewart O’Nan, SWR (auch Bearbeitung)
- Cobains Asche von Agnieszka Lessmann, SWR
- Orientzyklus (12 Teile) von Karl May, WDR (auch Bearbeitung)
- Basic Beliefs von Michael Esser, WDR
- Der eigentliche Zweck des Krieges von Walter Adler, WDR[4]
- Das Treibhaus von Wolfgang Koeppen, HR/SWR/WDR
- 20.000 Meilen unter dem Meer von Jules Verne, MDR/Radio Bremen

2010–2024
- Verblendung (3 Teile) von Stieg Larsson, WDR (auch Bearbeitung)
- Das Geisterhaus (6 Teile) von Isabel Allende, SWR/HR (auch Bearbeitung)
- Der achte Zwerg (2 Teile) von Ross Thomas, WDR (auch Bearbeitung)
- Domino von Christoph Buggert, MDR/WDR
- Oops, wrong planet von Gesine Schmidt, DLF/WDR
- Tödliche Kunst von Katja Röder und Fred Breinersdorfer, SWR
- Wilde Tiere von Walter Adler, SWR (Radio-Tatort)
- Dshan von Lothar Trolle nach Andrej Platonow, SWR
- Herz der Finsternis (5 Teile) von Joseph Conrad (nach einem nicht verfilmten Drehbuch von Orson Welles), WDR (auch Bearbeitung)
- Licht im August (4 Teile) von William Faulkner, SWR (auch Bearbeitung)
- Brüder (26 Teile) nach dem Roman von Hilary Mantel, WDR (auch Bearbeitung)[5]
- Als Ich Im Sterben Lag (3 Teile) von William Faulkner, SWR (auch Bearbeitung)2020–heute
- Imperium und Eurotrash von Christian Kracht, HR/SWR (auch Bearbeitung)
- Schall und Wahn (4 Teile) von William Faulkner, SWR (auch Bearbeitung)

### Originalhörspiele, als Autor
- 1973: Tod eines Einzelhändlers, zusammen mit Bernd Lau, WDR/SWF
- 1975: Centropolis, WDR/BR/SWF
- 1977: Familienbande, zusammen mit Bernd Lau, WDR/SWF
- 1977: Kaspar Hans und Wurste Peter, HR
- 1978: Draußen im Land, HR
- 1979: Oberleisamplin, HR
- 1981: Wer sagt denn, daß es zeitgenössisch ist, in die Menge zu schießen, zusammen mit Bernd Lau, HR
- 1983: Rechtfertigung einer gewissen Traurigkeit, WDR
- 1984: Der Kipplinger-Report, HR/WDR
- 1985: Macuilxochitl, DLF
- 1991: Die Vollendung der Duldsamkeit, HR/SWF/BR
- div.: Vier Zimmer, Küche, Bad (diverse Folgen), SWF
- 2008: Der eigentliche Zweck des Krieges, WDR
- 2013: Wilde Tiere, Radio-Tatort, SWR

### Theaterinszenierungen, als Regisseur
- Der Vater von August Strindberg, Wallgrabentheater Freiburg
- Da nahm der Himmel auch die Frau von Pohl, Schauspiel Frankfurt [1979]
- Hamletmaschine von Heiner Müller, Schauspiel Frankfurt [1980]
- Vor dem Ruhestand von Thomas Bernhard, Schauspiel Köln
- Das Treibhaus von Harold Pinter, Theater Arnheim
- The Mission von Heiner Müller, Soho Poly London
- Sommer von Bond, Schauspiel Köln
- Top Girls von Churchill, Schauspiel Köln
- Zappzarapp von Deichsel, Schauspiel Köln
- Dämonen von Noren, Schauspiel Köln
- Tabula Rasa von Sternheim, Staatstheater Karlsruhe
- Was Ihr wollt von William Shakespeare, Schauspiel Köln
- Galileo Galilei von Bertolt Brecht, Düsseldorfer Schauspielhaus
- Komödie im Dunkeln von Shaffer, Düsseldorfer Schauspielhaus
- Orgie - Schweinestall von Pier Paolo Pasolini, Düsseldorfer Schauspielhaus
- Lügengespinst von Shepard, Düsseldorfer Schauspielhaus
- Unbeständigkeit auf beiden Seiten von Marivaux, Düsseldorfer Schauspielhaus
- Ich, Feuerbach von Tankred Dorst, Düsseldorfer Schauspielhaus
- Ärztinnen von Rolf Hochhuth, Schauspielhaus Zürich
- Die kleinen Füchse von Hellman, Düsseldorfer Schauspielhaus
- Das zweite Kapitel von Simon, Tourneetheater Kempf

### Übersetzungen
- Auf Brooklyns Dächern von Bob Leucie, im Original: Brooklyn Roofs, für ein WDR-Hörspiel
- Dunkle Waise von David Zane Mairowitz, im Original: Dark Orphan, für ein NDR-HörspielK
- Unterwegs zur Hochzeit von John Berger für hr/SR/WDR

## Preise
- Förderpreis (Literatur) der Stadt Köln
- Hörspielpreis der Kriegsblinden 1976 für Centropolis von Walter Adler (Autorenpreis)
- Hörspielpreis der Kriegsblinden 1978 für Frühstücksgespräche in Miami von Reinhard Lettau (Bearbeitung und Regie)
- Kurd-Laßwitz-Preis 2002 für Tokio liebt uns nicht mehr [Tokio ya no nos quiere] von Ray Loriga (Bearbeitung & Regie)
- Deutscher Hörbuchpreis (Beste Fiktion) 2011 für Das Geisterhaus [Isabel Allende] (Bearbeitung & Regie)
- Hörspielpreis der Kriegsblinden 2013 für Oops, wrong planet! von Gesine Schmidt (Regie)
- Robert-Geisendörfer-Preis der Evangelischen Kirche, 2013 für Oops, wrong planet! (Regie)
- Kurd-Laßwitz-Preis 2014 für FOXFINDER von Dawn King - SWR - (Regie)
- Hörspiel des Jahres 2015 für Dshan von Lothar Trolle (Regie)